# Forflissa, contessa di Atholl
Forflissa o Fernelith, contessa di Atholl (fl. XIII secolo) è stata una nobile scozzese.

## Biografia
Le informazioni sulla vita di Forflissa sono scarsissime. Con certezza è noto solo che fosse una figlia minore di Henry, conte di Atholl, e che per la maggior parte della sua vita fu una potenziale erede del suo titolo, venendo tuttavia preceduta dalla sorella Isabella e dal nipote Patrick.
Inaspettatamente ereditò il titolo e le ricchezze familiari dopo l'assassinio del nipote nel 1242. La sua eredità venne contestata dal potente feudatario Alan Durward, ma senza successo. Si sposò col cavaliere David de Hastings, un nobile scozzese minore, e i due ebbero una sola figlia, Ada, che ereditò il patrimonio familiare. I due erano già sposati all'ascesa di Forflissa al titolo di contessa.
Il marito morì alcuni anni più tardi e Forflissa gli sopravvisse, poiché fece una donazione in sua memoria all'abbazia di Coupar Angus. Non è noto quando la nobildonna morisse a sua volta, ma dato che al momento della sua ascesa doveva essere già abbastanza matura, probabilmente venne a mancare tra la fine degli anni 1240 e l'inizio degli anni 1250.